# ميل قاولد
ميل قاولد هو متسابق يخت كندي، ولد في 19 يوليو 1930 في تورونتو في كندا.

## وصلات خارجية
- ميل قاولد على موقع أوليمبيديا (الإنجليزية)